# Parablennius pilicornis
Parablennius pilicornis é uma espécie de peixe pertencente à família Blenniidae.
A autoridade científica da espécie é Cuvier, tendo sido descrita no ano de 1829.

## Portugal
Encontra-se presente em Portugal, onde é uma espécie nativa. 
De acordo com Alberto Lindner, na obra que organizou (Vida Marinha de Santa Catarina, publicado através da UFSC, em 
2014) o mesmo pode, igualmente, ser encontrado no litoral catarinense! 

## Descrição
Trata-se de uma espécie marinha. Atinge os 12,6 cm de comprimento padrão nos indivíduos do sexo masculino.